# Esgueira
Esgueira es una freguesia portuguesa del concelho de Aveiro, con 17,72 km² de superficie y 12.262 habitantes (2001). Su densidad de población es de 692,0 hab/km².

## Galería

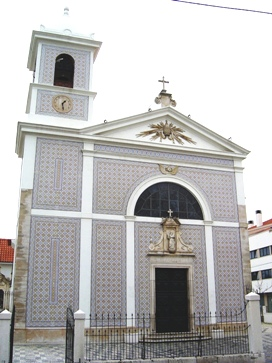
Fachada principal de la Iglesia Matriz de Esgueira.